# Wet van Shannon-Hartley
De wet van Shannon-Hartley zegt dat de maximale hoeveelheid data die foutloos over een kanaal getransporteerd kan worden lineair toeneemt met de bandbreedte van het kanaal en verder afhankelijk is van de signaal-ruisverhouding. De wet is genoemd naar Claude Shannon en Ralph Hartley en de aangegeven maximale hoeveelheid data staat ook bekend als shannonlimiet of shannoncapaciteit.

## In formule
De shannoncapaciteit {\displaystyle C} is de kanaalcapaciteit of bitrate die wordt gegeven door:
{\displaystyle C=\mathrm {B} \cdot \log _{2}\left(1+\mathrm {\frac {S}{N}} \right)}
Daarin is:
{\displaystyle \mathrm {B} } de bandbreedte van het kanaal in hertz,
{\displaystyle \mathrm {S} } het gemiddelde vermogen in watt van het signaal,
{\displaystyle \mathrm {N} } het gemiddelde vermogen in watt van de ruis, dus is
{\displaystyle \mathrm {S/N} } de signaal-ruisverhouding, de verhouding van het vermogen van het signaal over de ruis.
Voor grote signaal-ruisverhoudingen {\displaystyle \mathrm {S\gg N} } kan de formule worden benaderd door:
{\displaystyle C=3{,}32\cdot \mathrm {B} \cdot \log _{10}\mathrm {\frac {S}{N}} }
Voor kleine signaal-ruisverhoudingen {\displaystyle \mathrm {S\ll N} } kan de formule worden benaderd door:
{\displaystyle C=1{,}44\cdot \mathrm {B} \cdot \mathrm {\frac {S}{N}} }
De wet is in 1948 door Shannon gepubliceerd en onder andere gebaseerd op werk van Hartley, die een wet formuleerde die zei dat informatie proportioneel is met het product van tijd en bandbreedte.

## Voorbeelden
- Het gehele televisiekanaal heeft inclusief geluid een bandbreedte nodig van 7 MHz. Dezelfde omroepkwaliteit met digitale video, gecodeerd met MPEG-2, benodigd ruwweg een bitrate van maximaal 6,3 Mb/s inclusief het geluid bij een signaal-ruisverhouding van minimaal 32 dB. Het niveauverschil {\displaystyle L} in decibel voor vermogensverhoudingen {\displaystyle I_{1}/I_{0}} is gedefinieerd door {\displaystyle L=10\cdot ^{10}\!\log(I_{1}/I_{0})\,{\text{dB}}}, zodat 32 dB overeenkomt met een vermogensratio {\displaystyle \mathrm {S/N} =1584}. De bandbreedte is dan:

{\displaystyle \mathrm {B} ={\frac {C}{\log _{2}(1+\mathrm {S/N} )}}=6{,}3\cdot 10^{6}/\log _{2}1585=592.647\,{\text{Hz}}\approx 0{,}6\,{\text{MHz}}}
Uit dit voorbeeld blijkt dat analoge televisie ten opzichte van kwalitatief dezelfde digitale variant niet bandbreedte-efficiënt is oftewel niet spectraal efficiënt.
- De benodigde bandbreedte voor het videosignaal van Europese analoge PAL televisiekanalen met 625 lijnen is 5 MHz. Voor een ruisvrij beeld is een signaal-ruisverhouding van minimaal 45 dB noodzakelijk.
- Een telefoonlijn heeft een typische bandbreedte van 3000 Hz en een signaal-ruisverhouding van 30 dB ofwel een signaal-ruisvermogensverhouding van 1000. Nu geldt C = 3000·log21001 ≈ 30.000 bits per seconde ofwel 30 kb/s.

## Toepassing
Shannon gaf met deze wet dan wel aan wat de theoretische kanaalcapaciteit is, maar onthield zich van uitspraken over welke kanaalcoderingsmethode nodig is om dit te bereiken. Ongecodeerde QPSK zit voor een bitfoutkans van 10−6 bijna 9 dB bij de Shannonlimiet vandaan. Via de Hamming-code in 1950, de convolutiecodering in 1955, het Viterbi-algoritme, de BCH-codes en de Reed-Solomoncodes rond 1960 en Trellis-gecodeerde modulatie in 1987 kwam men steeds dichter bij de Shannonlimiet.
Een belangrijke doorbraak die communicatie zeer dicht bij de Shannonlimiet mogelijk maakt, was de uitvinding van Turbocodes in 1993.  Turbocodes, samen met de in 1996 herontdekte low-density parity-check codes, worden toegepast in recente standaarden als WiMAX, DVB-S2 en UMTS.